# 橢圓下銀漢魚
橢圓下銀漢魚（学名：Hypoatherina ovalaua）為輻鰭魚綱銀漢魚目銀漢魚科的其中一種，分布於西太平洋蘇門答臘至庫克群島海域，體長可達7.8公分，為熱帶海水魚，棲息在礁石區淺水域及潟湖，生活習性不明。